# دیو ئی‌پی
دیو ای‌پی (به انگلیسی: The Dio E.P) نام آلبوم ای‌پی به تلاش گروه هوی متال دیو است که در مه ۱۹۸۶ با همکاری شرکت نشر ورتیگو رکوردز منتشر شد. این آلبوم تنها در بریتانیا منتشر شد و در آن قطعه «پنهان شده در رنگین کمان» که مدت‌ها پیش ضبط شده اما منتشر نشده بود، جای داشت.
همچنین این آلبوم به صورت سی‌دی هم منتشر شده‌است.
قطعه «پنهان شده در رنگین کمان» برای فیلم عقاب آهنی نوشته و ضبط شده بود.

## فهرست آهنگ‌ها

### روی A
1. «پنهان شده در رنگین کمان» (رانی جیمز دیو، جیمی بین) - ۴:۰۶
2. «مشتاق بهشت» (دیو، بین) - ۴:۱۰

### روی B
1. «ننگ بر شب» (دیو، ویواین کمپل، بین، وینی اپایس) - ۵:۲۰
2. «مصر (به بند کشنده)» (دیو، کمپل، بین، اپایس) - ۷:۰۱